# Benigni József
Mildenbergi Benigni József (Bécs, 1782. január 20. – Nagyszeben, 1849. március 11.) főhadvezérségi titkár.

## Élete
Atyja udvari ágens volt; ennek halála után tanulmányait félbeszakítván, 1797. június 20-án a II. tüzérezredbe lépett. A campoformiói béke után a katonai pályát elhagyta s a császári és királyi udvari tanácsnál nyert alkalmazást, egyúttal tanulmányait is folytatta. 1802-ben az erdélyi katonai főparancsnokságnál tábori fogalmazó lett, és részt vett az 1805-ös olasz hadjáratban; 1807-ben az udvari hadi tanácsnál mint fogalmazó működött; 1810-ben ismét az erdélyi katonai főparancsnoksághoz hívták szolgálatba. 1813-ban császári és királyi tábori titoknok és irodaigazgató volt Nagyszebenben, egyúttal 1830-ban könyvvizsgálóvá (censor) nevezték ki. 1834. június 20-án nyugalomba lépett. Meghalt, midőn éppen menekülni akart, egy honvéd golyója találta el. Az erdélyi honismertető társulatnak is titkára volt.

## Munkái
- Versuch über das siebenbürgische Costüm. Hermannstadt, 1807. (1. 2. füzet.)
- Merkwürdige Charakterschilderungen. Wien, 1809. Hat kötet.
- Statistische Skizze der siebenb. Militär-Gränze. Hermannstadt, 1816. (2. kiadás. Uo. 1834.)
- Kurzer Unterricht in der Geographie Siebenbürgens zum Schulgebrauche. Hermannstadt und Kronstadt, 1823. (2. jav. és bőv. kiadás. N.-Szeben, 1833. 3. jav. és bőv. kiadás. Uo. 1842.)
- Kurze Schilderung der feierlichen Ausstellung der Büste allerh. Sr. Majestät Franz I. Kaisers von Oesterreich. Hermannstadt, 1829.
- Az erdélyi nagyfejedelemség rövid földleirása alsóbb iskolák számára. Kolozsvár, 1835.
- Handbuch der Statistik und Geographie des Grossfürstenthums Siebenbürgen. I. Heft. Statistik. 1. Abschnitt. Grundmacht. Hermannstadt, 1837. (Ism. Nemz. Társalkodó 1838. II. 105. sz.)
- Unterhaltungen aus der Geschichte Siebenbürgens. Uo. 1839–41. Három kötet.
- Kurze Geschichte des Grossfürstenthums Siebenbürgen. Uo. 1840.
- Vereins-Album. Denkblätter der 4. Versammlung des Vereines für siebenb. Landeskunde Uo. 1845.
- Leitfaden zum Studium des österr. und ungar. Wechselrechts. Uo. 1847.

Az Ersch und Gruber-féle Encyclopädiában az Erdélyt tárgyazó történelmi s földirati czikkek tőle vannak.
Kiadta Somogyi Ambrus historiaját Scriptores rerum Transilv. II. vol. 2. complexum Ambrosii Simigiani Historiae II–IV. czímmel Szebenben 1840.
Martin Hochmeister halála után (1837) ő vette át a Siebenbürger Bote című hírlapot és azt haláláig szerkesztette; a Transsilvania című honismereti folyóiratot Neugeborennel együtt szerkesztette 1833–38. Kiadta a Siebenbürgischer Volkskalendert 1843-tól 1849-ig.
Értekezéseit és egyéb kisebb munkáit, úgy kéziratait is fölsorolja Trausch.